# November Criminals
November Criminals é um filme de drama baseado no livro de mesmo nome lançado em 2017.

## Elenco
- Ansel Elgort como Addison Schacht
- Chloë Grace Moretz como Phoebe "Digger" Zeleny
- David Strathairn como Theo Schacht
- Catherine Keener como Fiona Zeleny
- Tessa Albertson como Alex Faustner

## Filmagens
As filmagens começaram em 23 de março de 2015 em Rhode Islandand, Washington DC. e terminou em 28 de abril de 2015, após 32 dias.